# Mickelsmässtjärnet
Mickelsmässtjärnet är en sjö i Dals-Eds kommun i Dalsland och ingår i Göta älvs huvudavrinningsområde. Sjöns area är 0,017 kvadratkilomete.